# 国鉄ソ100形貨車
国鉄ソ100形貨車（こくてつソ100がたかしゃ）は、かつて日本国有鉄道（国鉄）に在籍した事故救援用操重車（事業用貨車）である。鉄道車両の脱線事故や転覆事故の復旧に使用された。回転式キャブとクレーンを装備している。また、クレーンのブームを収めるための控車である長物車を伴っている。

## 概要
1951年（昭和26年）から1956年（昭和31年）にかけて、国鉄浜松工場で14両（ソ100 - ソ113）が製造された。操重車の中でも小型に分類され、扱い荷重は最大で 15t となっている。これは、貨車は1両で、客車は2両で扱うことを想定したものである。
本形式は、従来からの大型操重車が蒸気機関を動力として用いるため、蒸気圧が上がるまで作業にかかれず、動作も鈍重なうえ、軽量な客車や貨車を吊り上げるにはオーバースペックであり、また製作費も嵩むことから、操重車の普及を図る目的で開発されたものである。そのため、動力としてディーゼルエンジンを初めて採用し、操作も扱いの容易なディーゼル電気式のワードレオナード方式とした。
本形式ではブームをソ30形より長くしたが、軽量なトラス構造とし、その根元部分の中央部に操作室を設置した。台車は板台枠式の2軸ボギー台車を2基装備した。両台車に各1個の電動機が装備され、低速ながら自走することができた。作業時に使用するアウトリガーやレールクランプの構造は大型操重車と変わらない。また、ブレーキ装置は自車用のみの設備で、回送時に使用する貫通ブレーキは装備されていない。
しかし、貨車の救援に際して積車状態の車両を扱うには、扱い荷重が小さすぎるという欠点が露見し、クレーン自動車の普及もあって、1987年（昭和62年）4月の国鉄分割民営化までに、全車が廃車された。

## 配置
本形式は、地方幹線の拠点に配置されていたが、1980年（昭和55年）時点の常備駅（配置鉄道管理局）は次のとおりである。
- ソ100 - 大分駅（大分鉄道管理局）
- ソ101 - 姫路駅（大阪鉄道管理局）
- ソ102 - 山形駅（秋田鉄道管理局）
- ソ103 - 熊本駅（熊本鉄道管理局）
- ソ104 - 旭川駅（旭川鉄道管理局）
- ソ105 - 敦賀駅（金沢鉄道管理局）
- ソ106 - 新小岩操駅（千葉鉄道管理局）
- ソ107 - 亀山駅（天王寺鉄道管理局）
- ソ108 - 水戸駅（水戸鉄道管理局）
- ソ109 - 鳥取駅（米子鉄道管理局）
- ソ110 - 浜田駅（米子鉄道管理局）
- ソ111 - 福知山駅（福知山鉄道管理局）
- ソ112 - 米子駅（米子鉄道管理局）
- ソ113 - 南延岡駅（大分鉄道管理局）